# ペロリ
株式会社ペロリは、東京都渋谷区に本社を置き、インターネット上でのメディア事業を行っていた日本の企業である。ディー・エヌ・エーの子会社。
インターネットメディア事業、WEB広告事業、EC事業、女性向けファッションや美容を扱うキュレーションプラットフォーム「MERY」の開発・運営を行っていたが、2016年12月に休止した。中川綾太郎が2012年8月に設立した。
「MERY」はキュレーションサイトとしては高いCGM比率（ユーザーが投稿した記事の割合）とPV数を持ち、2014年に中川は友人の村田マリの紹介でディー・エヌ・エーに事業を売却。「MERY」は2016年までに月間ユニークユーザー数2000万を超え、若い女性に広く認知されるメディアとなった。2016年にディー・エヌ・エーのキュレーションサイトに批判が高まって休止し、中川は2017年3月に社長を辞任した。2017年4月から江端浩人が社長を務め、法人としては存続している。

## 沿革

### 創業
2012年8月にEast Ventures、佐俣アンリのanriファンドの出資を受け、中川綾太郎がエンジニアの河合真吾、デザイナーの有川鴻哉と共同でペロリを創業。最初は社員は2、3人だった。
2013年からキュレーションプラットフォーム事業「MERY」を開始。女性向けに特化したファッションや美容に関する記事を提供するプラットフォームで、「トレンドを敏感に感じ取る女の子を対象に『おしゃれ』や『かわいい』に関するあらゆる情報をキュレーションするメディア」としている。記事は美容師、ネイリスト、編集者などからも投稿されていた。社長の中川によれば、2014年までに「美容師キューレターは100名近くになって」きていた。
2014年半ばまでに月間アクティブユーザー数1200万人を超えた。

### ディー・エヌ・エーによる買収
2014年からペロリはディー・エヌ・エーの子会社になり、ディー・エヌ・エーのキュレーション事業の一角として中川のもとで運営された。
創業者中川の友人でキュレーションサイト「iemo」を運営する村田マリの紹介で、2014年にディー・エヌ・エーに事業を売却。iemo、ペロリと2社合わせて約50億円での買収で、それぞれの買収金額は非公表だが、iemoが約15億円、ペロリが約35億円と見られている。中川はディー・エヌ・エー子会社となったペロリの代表を務め、MERYを運営、2016年2月にTVCMを打ち、3月に人気モデルや女優を起用した紙の雑誌『MERY』を創刊。MERYは最初ウェブが主であったが、アプリ中心に移行した。2016年8月時点で、正社員が85名ぐらい、従業員全体では100名を超えた。2016年8月時点で、月間2,000万UU、月間4億PVほどで、アプリが500万ダウンロードと人気を博した。メインの読者は、スマホ世代の10〜20代の女性で、アプリやブラウザで日常的に利用する読者も多かった。9割以上のユーザーがスマホから利用していた。
2016年3月に雑誌版「MERY」を発行しほぼ5万部を完売した。MERYは女性の支持を集めたとはいえ、当初赤字だった。2016年の3月に黒字化したが、収益の規模は明らかにされていない。

### MERY閉鎖
MERYの記事には盗用があるという批判があり、ディー・エヌ・エーの法務部門はMERYの買収時に著作権違反についての警告をしていた。中川は著作権侵害について、「初期にはそういうことがあったかもしれないが、今は日々数百万人のユーザーを幸せにしているサービスを作れていることに誇りを持っている」と答えたといわれる。2016年冬に、ディー・エヌ・エーが運営する「WELQ」などのキュレーションサイトに他サイトからの盗用を推奨していると取れるマニュアルがあったことが明らかになり、12月1日にWELQ、iemoを含む9サイトが閉鎖。この段階ではペロリが運営するMERYは「そのような運営は行っていないと確認できた」として唯一継続していた。MERYでも無断転用の疑いがある記事の削除が進み、一部の記事だけが削除されるはずが、実際には8割の記事が非公開化されたことが後でわかり、ディー・エヌ・エーは12月5日にMERYの公開も停止。ディー・エヌ・エー経営陣は謝罪会見を行った。
MERYの閉鎖を惜しむユーザーも多く、メリーロスという言葉も生まれた。
2017年3月のディー・エヌ・エーの会見、第三者委員会の報告で相当なコンプライアンス違反があったことが公表され、直接の事業責任者のひとりである中川は株式会社ペロリの社長を辞任した。調査では社長の守安功が現場に相談なく高い数値目標を掲げていたことも指摘されており、ディー・エヌ・エー会長の南場智子は、中川とキュレーション事業責任者の村田マリは誠心誠意事業に打ち込んでおり悪徳なことを考えていたわけではないとし、「この2人の有能な若者を正しく導けなかったディー・エヌ・エーの責任は極めて重い」と述べた。

### 再出発
2017年4月に日本コカ・コーラや日本マイクロソフトでマーケティング部門を指揮した江端浩人が、ディー・エヌ・エーに入社し、キュレーション事業を統轄するメディア統括部長、子会社のペロリ、iemo、Find Travel各社の社長に就任した。ディー・エヌ・エーはこれら事業の再開の見通しは白紙だとし、江端に検討させていた。その後ディー・エヌ・エー単独での事業継続を断念し、小学館とディー・エヌ・エーとの共同出資の新会社「株式会社MERY」を8月に設立しMERYの事業を当該会社に移管させて再開を目指すこととした。そして11月21日正式にリ・スタート版が公開された。旧MERYの記事および一般投稿を一切使わず、紙媒体コンテンツの本職である小学館の主導で運営体制を一新した完全新生版となる。
株式会社ペロリはそのまま存続し、非公開化前に生じた問題について引き続き対応する。

## 問題

### 体制
MERYはキュレーションサイト、プラットフォームとされていた。中川綾太郎は2015年に、MERYのCGM比率（ユーザーが投稿した記事の割合）は10~20％以上あると述べていた。比較的ユーザー投稿が多いといえど、大多数はペロリが組織した約140人におよぶ女子大生インターンが記事を書いており、1割がクラウドソーシングで外注されていた。ディー・エヌ・エー傘下のペロリのインターン生としてMERYで記事を書いていたという女子大生は、インターン生はキュレーターと呼ばれ100人以上はおり、実質アルバイトの扱いで時給をもらっていたと2016年に語った。記事作成には厳しいノルマがあり、どのサイトからどのようにキュレートするかという具体的なマニュアルを渡されていたという。
2017年の第三者委員会の報告によると、MERYが目指していたのは「ニーズを生み出す」記事であり、中川は「インターンやアルバイトライターが、ユーザーと同じ目線で、自分が好きな物や良いと思う物を紹介する記事を執筆することにより、紹介された物やサービスにニーズを生み出す」ことを目指し、これはプロのライターではできないと考えていたという。インターンは複数のチームに分けられ、チームリーダーやリーダー統括をする「部長」と呼ばれる中間管理職業務もインターンが行った。この体制は読者に受ける記事を量産できる一方、たった2名の社員で時に月間5000を超えた記事をチェックするなどのリスクもあった。ITジャーナリスト本田雅一は、ペロリには企業統治への意識がほとんど存在していなかったと考えられると述べている。
報告書によると、村田マリが統括したディー・エヌ・エーのキュレーション事業はSEOやアフィリエイトを重視する社長守安功の意向を強く受けていたが、MERYは比較的距離が遠く、中川は過度なSEOはMERYの価値を損なうと考え、読者の立場から読者が求めるものを企画する方針を取っていたという。女子大生のインターンたちに当事者目線で記事を作成させる体制がMERYの高い人気につながっていたが、チェックの甘さ、画像の不正な使用という問題を引き起こし、読者が投稿するプラットフォームであり記事に責任は負わないという言い訳を不可能にした。

### 画像
2017年の第三者委員会の報告によると、ディー・エヌ・エーのキュレーション事業で使われた73万件近い画像に著作権侵害の可能性があり、そのうちの52万件近くがMERYのものだった。これはディー・エヌ・エーのキュレーション事業10サイトで著作権侵害が疑われた画像の7割にあたる。BuzzFeed Japanの伊藤大地・古田大輔は、この背景として、ペロリ側は「ディー・エヌ・エーに買収されたあと、誰でも投稿できるプラットフォームになった」と考えた一方、ディー・エヌ・エー側は「今後、プロバイダ責任法を適用できるプラットフォームになる」と捉えていたという、現状認識の差を指摘している。
買収前に使用する他サイトの画像は「直リンク方式にする」と決めていたが、引用元サイトに負荷がかかること、表示が遅くなることから独断で変更し、利用許諾なしに画像をコピーし自社サーバーに保存し掲載していた。第三者委員会の調査で、この行為は極めて不適切であると指摘され、ペロリは方針転換をディー・エヌ・エー側に伝えていると考えていたが、ディー・エヌ・エー側で把握していた者はいないことが明らかになった。